# Камбунджи, Муджинга
Муджинга Камбунджи (нем. Mujinga Kambundji; род. 17 июня 1992 года, Берн, Швейцария) — швейцарская легкоатлетка, специализирующаяся в спринтерском беге. Двукратная чемпионка мира в помещении на дистанции 60 метров (2022 и 2025), двукратная чемпионка Европы на дистанции 200 метров (2022 и 2024), бронзовый призёр чемпионата мира 2019 года на дистанции 200 метров. Многократная чемпионка Швейцарии. Участница летних Олимпийских игр 2012, 2016, 2020 и 2024 годов.

## Биография
Родилась и выросла в Либефельде, в семье иммигранта из Конго Сафуки Камбунджи и швейцарки Рут. Начала заниматься лёгкой атлетикой с 10 лет в клубе ST Bern вместе со своей старшей сестрой Калуандой.
В 2009 году успешно выступила на Европейском юношеском олимпийском фестивале в Тампере, где стала второй в беге на 100 метров и выиграла золото в эстафете 4×100 метров. В числе лучших была и на юношеском чемпионате мира, став шестой на дистанции 200 метров. Кроме того, на чемпионате страны ей удалось стать сильнейшей в беге на 100 и 200 метров. За эти успехи 17-летняя Муджинга по итогам года получила награду лучшему молодому легкоатлету Швейцарии, вручаемую национальной федерацией.
За взрослую сборную начала выступать ещё в 18 лет во второй лиге командного чемпионата Европы и сразу выиграла дистанцию 200 метров. В 2011 году дважды была пятой в финалах юниорского чемпионата Европы в спринтерских дисциплинах.
Выступала на Олимпийских играх в Лондоне в эстафете 4×100 метров, закончив вместе с командой борьбу после предварительных забегов.
На чемпионате мира 2013 года установила личный рекорд в беге на 200 метров (23,24), но его не хватило для выхода в полуфинал. В эстафете стала рекордсменкой страны, однако результата 43,21 также оказалось недостаточно для преодоления стадии предварительных забегов.

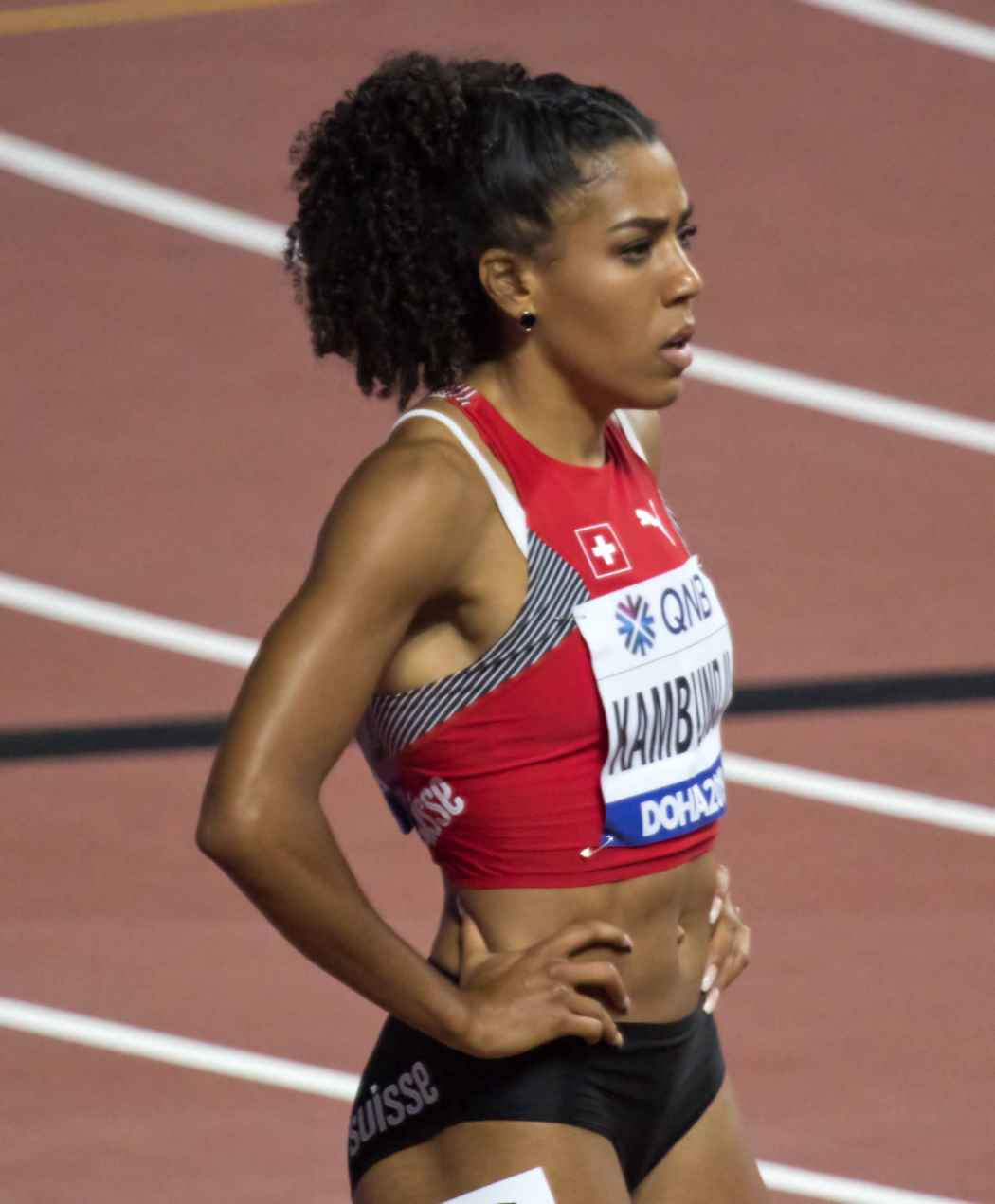
2019 год

Осенью 2013 года начала тренироваться в немецком Мангейме у Валерия Бауэра, самой известной воспитанницей которого была чемпионка Европы Ферена Зайлер. В новых условиях прогресс Муджинги продолжился: в 2014 году она установила национальные рекорды в эстафетах 4×100 и 4×200 метров. На домашнем чемпионате Европы в Цюрихе показала лучшие результаты в истории страны в беге на 100 и 200 метров, но выиграть медаль не смогла: 4-е и 5-е места соответственно. В эстафете бежала на первом этапе, но во время старта выронила палочку из рук.
На чемпионате Европы в помещении 2015 года финишировала пятой в финале на 60 метров с ещё одним рекордом Швейцарии, 7,11.
С лучшими результатами в карьере пробежала в полуфиналах на 100 и 200 метров на чемпионате мира 2015 года, оказавшись совсем близко к выходу в решающий забег.
Первого крупного успеха добилась в 2016 году, когда на чемпионате Европы завоевала бронзовую медаль на дистанции 100 метров.
На Олимпийских играх в Рио-де-Жанейро участвовала в двух спринтерских дисциплинах, оба раза дойдя до полуфинала.
2 октября 2019 года Муджинга в Дохе стала бронзовым призёром чемпионата мира в беге на дистанции 200 метров, показав в финальном забеге результат — 22,51 с. и уступив победительнице Дине Эшер-Смит 0,63 секунды.
Две младшие сестры Муджинги, Мусвама и Дитаджи, также выступают на соревнованиях в беге на короткие дистанции.

## Основные результаты
| Год  | Турнир                          | Место проведения          | Дисциплина       | Место       | Результат |
| ---- | ------------------------------- | ------------------------- | ---------------- | ----------- | --------- |
| 2009 | Чемпионат мира среди юношей     | Брессаноне, Италия        | 100 м            | 9-е (1/2)   | 11,87     |
| 2009 | Чемпионат мира среди юношей     | Брессаноне, Италия        | 200 м            | 6-е         | 23,92     |
| 2009 | Европейский юношеский фестиваль | Тампере, Финляндия        | 100 м            | 2-е         | 11,84     |
| 2009 | Европейский юношеский фестиваль | Тампере, Финляндия        | эстафета 4×100 м | 1-е         | 46,30     |
| 2010 | Чемпионат мира среди юниоров    | Монктон, Канада           | 100 м            | 12-е (1/2)  | 11,92     |
| 2010 | Чемпионат мира среди юниоров    | Монктон, Канада           | 200 м            | 7-е (1/2)   | 23,68     |
| 2011 | Чемпионат Европы среди юниоров  | Таллин, Эстония           | 100 м            | 5-е         | 11,53     |
| 2011 | Чемпионат Европы среди юниоров  | Таллин, Эстония           | 200 м            | 5-е         | 23,70     |
| 2011 | Чемпионат Европы среди юниоров  | Таллин, Эстония           | эстафета 4×100 м | —           | DNF       |
| 2012 | Чемпионат Европы                | Хельсинки, Финляндия      | 100 м            | 27-е (заб.) | 11,68     |
| 2012 | Олимпийские игры                | Лондон, Великобритания    | эстафета 4×100 м | 13-е (заб.) | 43,54     |
| 2013 | Чемпионат Европы в помещении    | Гётеборг, Швеция          | 60 м             | 20-е (заб.) | 7,42      |
| 2013 | Чемпионат Европы среди молодёжи | Тампере, Финляндия        | 100 м            | 4-е         | 11,55     |
| 2013 | Чемпионат Европы среди молодёжи | Тампере, Финляндия        | 200 м            | 5-е         | 23,46     |
| 2013 | Чемпионат мира                  | Москва, Россия            | 200 м            | 25-е (заб.) | 23,24     |
| 2013 | Чемпионат мира                  | Москва, Россия            | эстафета 4×100 м | 12-е (заб.) | 43,21     |
| 2014 | Чемпионат мира по эстафетам     | Нассау, Багамские Острова | эстафета 4×100 м | 11-е        | 43,55     |
| 2014 | Чемпионат мира по эстафетам     | Нассау, Багамские Острова | эстафета 4×200 м | 5-е         | 1.31,75   |
| 2014 | Чемпионат Европы                | Цюрих, Швейцария          | 100 м            | 4-е         | 11,30     |
| 2014 | Чемпионат Европы                | Цюрих, Швейцария          | 200 м            | 5-е         | 22,83     |
| 2014 | Чемпионат Европы                | Цюрих, Швейцария          | эстафета 4×100 м | —           | DNF       |
| 2015 | Чемпионат Европы в помещении    | Прага, Чехия              | 60 м             | 5-е         | 7,11      |
| 2015 | Чемпионат мира по эстафетам     | Нассау, Багамские Острова | эстафета 4×100 м | 8-е         | 43,74     |
| 2015 | Чемпионат мира                  | Пекин, Китай              | 100 м            | 12-е (1/2)  | 11,07     |
| 2015 | Чемпионат мира                  | Пекин, Китай              | 200 м            | 10-е (1/2)  | 22,64     |
| 2015 | Чемпионат мира                  | Пекин, Китай              | эстафета 4×100 м | 13-е (заб.) | 43,38     |
| 2016 | Чемпионат Европы                | Амстердам, Нидерланды     | 100 м            | 3-е         | 11,25     |
| 2016 | Чемпионат Европы                | Амстердам, Нидерланды     | 200 м            | 11-е (1/2)  | 23,23     |
| 2016 | Олимпийские игры                | Рио-де-Жанейро, Бразилия  | 100 м            | 14-е (1/2)  | 11,16     |
| 2016 | Олимпийские игры                | Рио-де-Жанейро, Бразилия  | 200 м            | 16-е (1/2)  | 22,83     |